# Flandres artésiennes
Les Flandres artésiennes, appelée aussi Artois flamand ou Artois flamingant, désignent les terres où l'on parlait flamand avant dans l'ancien gouvernement d'Artois, dans le nord dans l'Audomarois et autour d'Aire-sur-la-Lys et de Béthune. Sa capitale est Saint-Omer.

## Territoire
- Dans la très grande majorité des cas, l'Artois flamand est décrit comme comprenant les territoires suivants ;
  - Béthune et ses alentours
  - l'Audomarois
  - l'Airois
- Selon certaines définitions, l'Artois flamand comprendrais à d'autres territoires mais dans une description moins précise ;
  - les alentours de Guînes et Ardres[1]
  - les alentours de Lens[2],[3]

Cependant, on atteste aussi ces trois villes comme faisant partie de la Picardie et de l'Artois wallon dans une très grande majorité des cas, d'après Louis Nisse, l'Artois wallon comprends Lens et Arras où le flamand ne fut jamais langue maternelle.
Selon Alexis-Marie Gochet, l'Artois flamand se réduit à l'Audomarois et aux terres relatant au gouvernement d'Artois au nord de la Lys.

## Toponymie
L'Artois flamand, à travers son nom corresponds à la partie culturellement flamande du comté puis gouvernement d'Artois ; traditionnellement, on différencie la province d'Artois, entité politique et historique, du pays d'Artois, ou Artois propre (correspondant à la région d'Arras).
Le terme Artois flamand ou flamingant fait référence à la province, et ne fait donc pas traditionnellement partie de l'Artois sous forme de pays.
Le terme de Flandres artésiennes a aussi fait son apparition de nos temps modernes pour qualifier cette région, Lucien Suel, écrivain et poète picardisant affirme vivre dans les Flandres artésiennes.

## Histoire
La grande majorité des sources sur l'Artois flamand seront décrites vers les époques modernes et contemporaines comme faisant partie d'une section traditionnelle de l'Artois intitulée Artois « flamingant » et composé des bailliages de Béthune, Aire et Saint-Omer, par opposition à un Artois dit « wallon », c'est-à-dire roman, composé du reste du comté, et où le dialecte local fut de tout temps le picard.

Jusqu'aux VIIe et VIIIe siècles, les Flandres artésiennes étaient de langue flamande mais la région a très tôt été picardisée,  dès les VIIIe et IXe siècles. Malgré cette francisation précoce la toponymie flamande est restée vivace (Gonnehem, Nortkerque, Mazingarbe, Westrehem, Oblinghem, Wingles, etc).

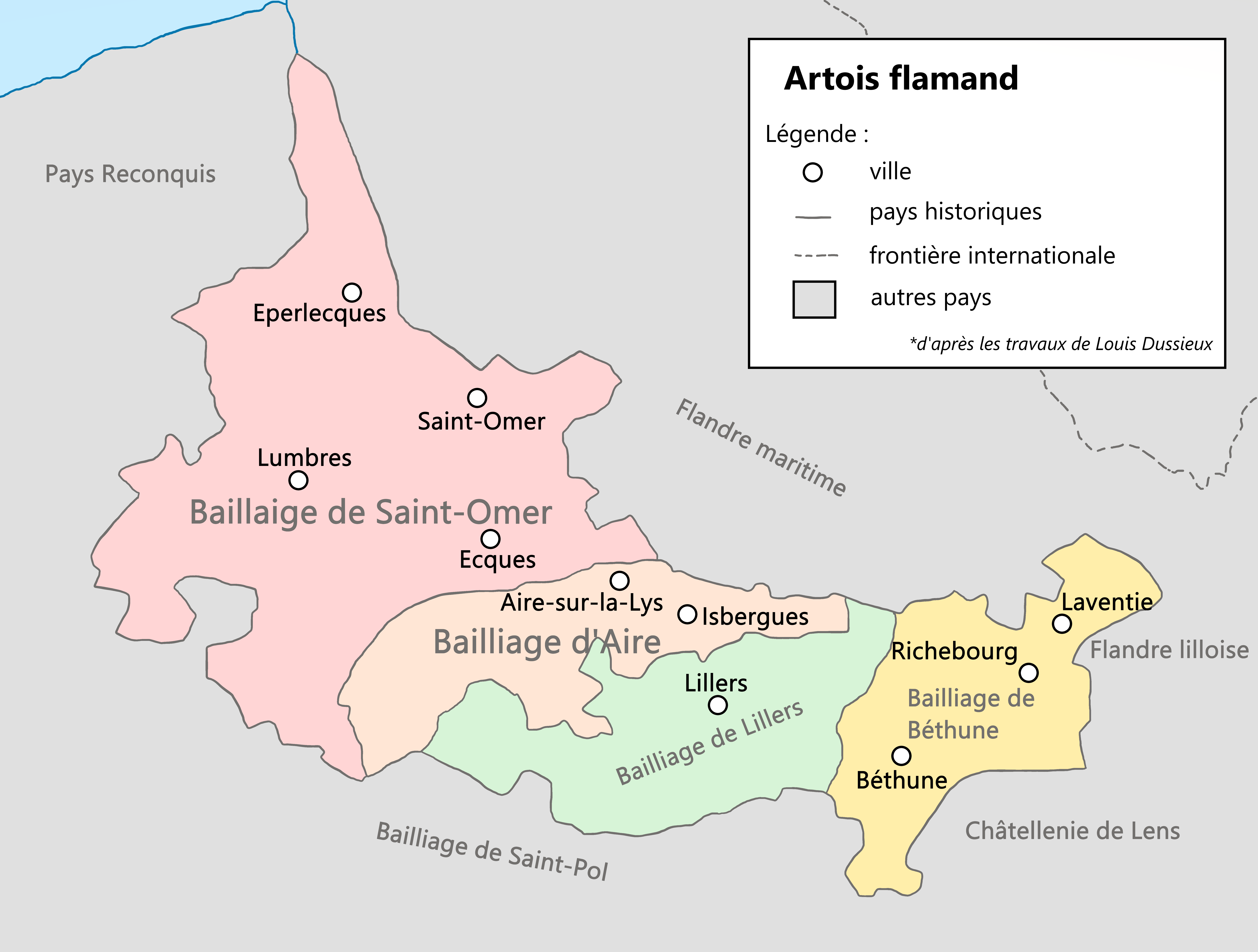
Carte de l'Artois flamand, dans sa forme la plus courante[9],[10],[11],[12].
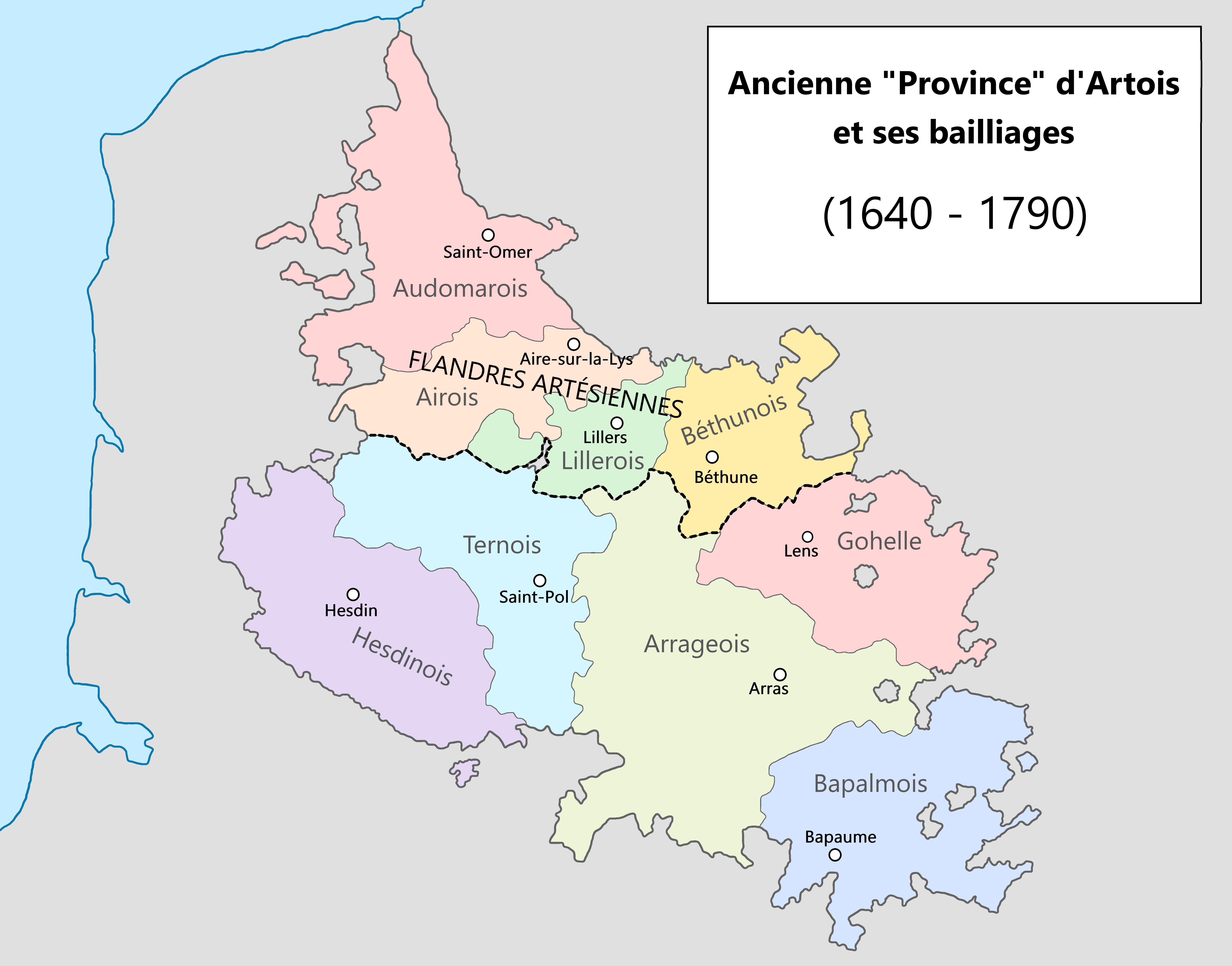
Les limites de l'Artois flamingant au nord de l'ancienne province d'Artois.

## Culture locale
« Les Flandres artésiennes forment un espace improbable : ou l’on est en Flandre ou l’on est en Artois, mais le mélange des deux n’est qu’une disposition théorique qui fait fi de l’Histoire et de la langue. Certes, aux bords de cette région, on pratiquait une sorte de bilinguisme qui favorisait les échanges commerciaux : certains documents administratifs et échevinaux qui ont subsisté aux ravages de la première guerre mondiale du côté où l’on parlait flamand l’attestent. »

— Lucien Suel, Une éthique de l’hommage
Des initiatives locales sont entreprises dans la région pour promouvoir le patrimoine flamand et la double culture locale. Ainsi, en 2024, pour rappeler les origines flamandes de la ville de Saint-Omer, un panneau Stomaers est posé aux entrées de la commune en venant de Clairmarais et de Saint-Momelin. La municipalité rappelle ainsi que « la Flandre ne s'arrête pas à la frontière avec le département du Nord ».